# Reginaldo Veras
Reginaldo Veras Coelho (Crateús, 2 de janeiro de 1973) é um professor e político brasileiro filiado ao Partido Verde (PV). Integra a Câmara Legislativa do Distrito Federal desde 2015, durante sua sétima e oitava legislaturas.

## Biografia
Nordestino, Veras se tornou morador de Brasília ainda na infância, em 1976. Na capital federal, concluiu bacharelado e licenciatura em geografia pela Universidade de Brasília. Na Universidade Federal de Lavras, realizou pós-graduação em ecoturismo e educação ambiental.
De 1992 a 2015, trabalhou como professor da rede pública de ensino do Distrito Federal. Após sua eleição para o parlamento, passou a ministrar aulas em cursos preparatórios.
Em 2013, Veras se filiou ao Partido Democrático Trabalhista (PDT). No ano seguinte, foi eleito para uma vaga na Câmara Legislativa, com 12.506 votos, correspondentes a 0,82% dos votos válidos.
Durante a sétima legislatura, foi escolhido por seus colegas para a presidência da Comissão de Educação, Saúde e Cultura e da Comissão de Constituição e Justiça, bem como votou em seu colega de partido Joe Valle para a presidência da casa (em detrimento de Agaciel Maia).
Veras foi reeleito deputado distrital na eleição de 2018, com 27.998 votos, ou 1,89%, o que representou a terceira maior votação para o cargo naquela eleição, sendo superado apenas por Martins Machado e Fernando Batista Fernandes.